# ترنی ۵۶۵۴
سیارک ۵۶۵۴ (به انگلیسی: 5654 Terni، نامگذاری:1993KG) پنج هزار و ششصد و پنجاه و چهارمین سیارک کشف شده‌است که در ۲۰ مه ۱۹۹۳ کشف شد.
قدر مطلق سیارک برابر ۱۲٫۱۰ است.